# França (Bragance)
França est une freguesia portugaise du concelho de Bragance, avec une superficie de 53,71 km2 pour une densité de population de 4,4 hab/km2 avec 238 habitants en 2011.